# Eric Walther
(Edward) Eric Walther ( 1892 - 1959 ) fue un botánico alemán - estadounidense; curador en el Golden Gate Park, de San Francisco. Se ocupó extensamente de la taxonomía de las familias de las aloáceas y de las crasuláceas, habiendo logrado identificar y clasificar unas 140 nuevas especies.

## Algunas publicaciones

### Libros
- 1928. A key to the species of Eucalyptus grown in California. Vol. 17, n.º 3 de Proceedings of the California Academy of Sciences. 87 pp.
- eric Walther, james West, pearl Chase. 1930. Cacti and other succulents: an annotated list of plants cultivated in th Santa Barbara region. 107 pp.
- eric Walther, elizabeth may McClintock. 1958. Guide list to plants in the Strybing Arboretum. 76 pp.

- La abreviatura «E.Walther» se emplea para indicar a Eric Walther como autoridad en la descripción y clasificación científica de los vegetales.[1]